# Rob Jetten
Rob Arnoldus Adrianus Jetten (Veghel, 25 marzo 1987) è un politico olandese, membro della Tweede Kamer tra il 2017 e il 2021, Ministro senza portafoglio del clima e dell'energia dal 2022 e leader dei Democratici 66 dal 2023.

## Biografia
Nato il 25 marzo 1987 a Veghel, nel Brabante Settentrionale, è poi cresciuto a Uden, dove ha concluso gli studi secondari nel 2005. Tra il 2005 e il 2011 ha studiato presso l'Università Radboud di Nimega, ottenendo un bachelor of arts e poi un master of arts in pubblica amministrazione, specializzandosi in buongoverno.
Ha effettuato un tirocinio presso ProRail, venendo poi assunto come consulente e in seguito come direttore regionale.

### Carriera politica
Tra il 2008 e il 2009 è stato presidente nazionale dei Giovani Democratici, organizzazione giovanile del partico Democratici 66 (D66) mentre nel 2010 è stato eletto come membro del consiglio comunale di Nimega, rimanendo in carica fino al 2017 in qualità anche di capogruppo del partito.
Durante le elezioni legislative del 2017 è stato eletto alla Tweede Kamer nelle file di D66 e nel 2018 è stato nominato capogruppo alla seconda camera del parlamento, diventando il più giovane a ricoprire tale carica. Come membro del parlamento è stato tra i principali fautori della legge sul clima ed è stato soprannominato klimaatdrammer.
Nel 2022 è entrato a far parte del quarto governo Rutte come Ministro senza portafoglio del clima e dell'energia, giurando col resto dell'esecutivo il 10 gennaio.
Il 12 agosto 2023 succede a Sigrid Kaag come leader dei Democratici 66, guidando il partito alle elezioni legislative di ottobre, che lo vedono rieletto alla Tweede Kamer. Nonostante le dimissioni del quarto governo Rutte, l'8 gennaio 2024 è subentrato a Sigrid Kaag come Ministro delle finanze (rimanendo in carica per pochi giorni) e Viceministro presidente.

## Vita privata
Jetten è apertamente omosessuale ed è impegnato in una relazione sentimentale col giocatore di hockey su prato argentino Nicolás Keenan.